# Heteranthus insignis
Heteranthus insignis is een zeeanemonensoort uit de familie Phymanthidae.
Heteranthus insignis is voor het eerst wetenschappelijk beschreven door Carlgren in 1943.